# Wybory do Parlamentu Europejskiego w Grecji w 1989 roku
Wybory do Parlamentu Europejskiego w Grecji w 1989 roku odbyły się 15 czerwca 1989 roku. Grecy wybierali 24 europarlamentarzystów. Wybory wygrała Nowa Demokracja zdobywając  40,45% głosów co dało partii 10 z 24 mandatów. Drugie miejsce z wynikiem 35,94% i 9 mandatami zdobył Panhelleński Ruch Socjalistyczny do Parlamentu Europejskiego weszły także Synaspismós (KKE) i Odnowa Demokratyczna.

## Wyniki wyborów
| Partia                                   | Głosy     | %     | Mandaty |
| ---------------------------------------- | --------- | ----- | ------- |
| Nowa Demokracja (ND)                     | 2,647,215 | 40,45 | 10      |
| Panhelleński Ruch Socjalistyczny (PASOK) | 2,352,271 | 35,94 | 9       |
| Synaspismós (KKE)                        | 936,175   | 14.30 | 4       |
| Odnowa Demokratyczna                     | 89.469    | 1.37  | 1       |
| Pozostali                                | 519.539   | 7,94  | -       |
| Suma głosów ważnych                      | 6.544.669 | 100   | 24      |
| Głosy nieważne                           | 123.444   |       |         |
| Suma głosów                              | 6.688.113 |       |         |